# Luxor (Pensilvania)
Luxor es un área no incorporada ubicada en el condado de Westmoreland en el estado estadounidense de Pensilvania.

## Geografía
Luxor se encuentra ubicada en las coordenadas 40°20′03″N 79°28′41″O / 40.33417, -79.47806.